# Philothamnus natalensis
Philothamnus natalensis — вид змій родини вужеві (Colubridae).

## Поширення
Населяє чагарникові зарості у степах Південно-Африканської республіки, Есватіні, Мозамбіку та Зімбабве.

## Опис
Тіло зеленого забарвлення, Нижня щелепа жовтого або білого кольору. Зіниці очей круглої форми. Змія добре плаває на лазить по деревах. Зазвичай, тіло сягає 90 см, проте може виростати до 130 см. Живе близько 10 років.

## Спосіб життя
Змія живиться жабами та геконами. Відкладає 4-6 яєць, але у кладці може бути і до 14 яєць.

## Підвиди
- Philothamnus natalensis natalensis (Smith, 1848)
- Philothamnus natalensis occidentalis Broadley, 1966